# Восстание в Восточном Пакистане (1969)
Восстание в Восточном Пакистане — серия антиправительственных демонстраций, направленных против центрального правительства, расположенного в Западном Пакистане.

## Восстание
В 1969 году студенческие организации при поддержке среднего класса стали участвовать в проведении митингов, шествий и собраний, направленных против президента Пакистана — Мухаммеда Айюб Хана. Восстание разгорелось ещё сильнее после того, как к митингующим присоединился рабочий класс. Центральному правительству не удалось сдержать митинги с помощью полиции и армии Восточного Пакистана. После того, как 20 января 1969 года один из студентов был убит полицией, ситуация стала выходить из-под контроля правительства, а студенческие митинги приняли форму массового народного восстания. 18 февраля 1969 года полиция застрелила видного бенгальского активиста — Мохаммеда Шамсуззоху.
22 февраля 1969 года правительство Восточного Пакистана приняло решение выпустить из тюрьмы Муджибура Рахмана, чтобы снизить накал восстанию. Айюб Хан затем взял на себя инициативу по урегулированию конфликта. Он договорился о встрече с лидерами оппозиции в Равалпинди 10—13 марта 1969 года. В ходе личной встречи Айюб Хана и Муджибура Рахмана обе стороны договорились о примирении, Айюб Хан обещал прислушаться к мнению восставших и выполнить часть их требований. Около 100 восточных пакистанцев были убиты в стычках с полицией в течение 1969 года.